# Liste der Baudenkmale in Bartow (Vorpommern)
In der Liste der Baudenkmale in Bartow sind alle denkmalgeschützten Bauten der Gemeinde Bartow (Mecklenburg-Vorpommern) und ihrer Ortsteile aufgelistet. Grundlage ist die Veröffentlichung der Denkmalliste des Landkreises Mecklenburgische Seenplatte (Auszug) vom 20. Januar 2017.

## Baudenkmale nach Ortsteilen

### Bartow
| ID  | Lage           | Bezeichnung               | Beschreibung                                                         | Bild           |
| --- | -------------- | ------------------------- | -------------------------------------------------------------------- | -------------- |
| 123 | (Karte)        | Kirche                    |                                                                      | Weitere Bilder |
| 123 |                | Friedhof,                 |                                                                      |                |
| 123 |                | Feldsteinmauer,           |                                                                      |                |
| 123 |                | Torpfeilern,              |                                                                      |                |
| 123 |                | Gittertor,                |                                                                      |                |
| 123 |                | Grabgitter W. Lewin,      |                                                                      |                |
| 123 |                | Grabgitter W. Mann und    |                                                                      |                |
| 123 |                | Grabgitter L. u. R. Kurth |                                                                      |                |
| 124 | (Karte)        | Kriegsdenkmal 1914/18     | Das Kriegerdenkmal befindet sich auf dem Friedhof direkt am Eingang. |                |
| 126 | Schulstraße 16 | Feldsteinscheune          |                                                                      |                |
| 127 | Pfalz 6        | Stallscheune              |                                                                      |                |

### Breest
| ID  | Lage                          | Bezeichnung               | Beschreibung | Bild |
| --- | ----------------------------- | ------------------------- | ------------ | ---- |
| 178 | Dorfstraße (auf dem Friedhof) | Kriegerdenkmal 1914/18    |              |      |
| 179 | Dorfstraße (auf dem Friedhof) | Turm der alten Kirche mit |              |      |
| 179 |                               | Glocke                    |              |      |

### Groß Below
| ID  | Lage                     | Bezeichnung                      | Beschreibung | Bild |
| --- | ------------------------ | -------------------------------- | ------------ | ---- |
| 448 | Groß Below               | Friedhof mit                     |              |      |
| 448 |                          | 5 Grabplatten von Winterfeld     |              |      |
| 448 | Groß Below (am Parkrand) | Eisenkreuz von Winterfeld (1851) |              |      |

### Klempenow
| ID  | Lage                                         | Bezeichnung                 | Beschreibung | Bild           |
| --- | -------------------------------------------- | --------------------------- | --- | -------------- |
| 598 | Klempenow 15, 16, 17 (Karte)                 | Burganlage mit              | Burg von ab 1231, verstärkt in den 1630er Jahren und 1697 instand gesetzt und 1890 umgebaut.                         | Weitere Bilder |
| 598 | Klempenow 15                                 | Torhaus                     | 3-gesch. Fachwerkbau von um 1433, erneuert Ende des 15. Jh. Mit Renaissanceelementen.                                | Torhaus        |
| 598 |                                              | Bergfried                   | Erhalten einer von vier Ecktürmen, Zylindrischer Turm mit spitzem steinernem Kegel, im 17. Jh. Einbau von Wohnungen. |                |
| 598 |                                              | Resten der Burgmauer        | Fragmentarisch Wehrgänge und Schildmauern erhalten.                                                                  |                |
| 598 | nördlich an Westflügel der Burg anschließend | Gutshaus                    | Domänenpächterhaus von 1904                                                                                          |                |
| 598 | Klempenow 17                                 | ehem. Speicher (Bauernhaus) | |                |
| 598 |                                              | Neues Torhaus mit           | |                |
| 598 |                                              | Schmiede                    | |                |
| 598 |                                              | Kopfsteinpflaster           | |                |
| 599 | (nördlich der Burg) (Karte)                  | Kirche                      | Schlichter Fachwerkbau von um 1690, 1997 bis 2000 restauriert, Empore und Altarrückwand vom 18. Jh.                  | Weitere Bilder |
| 600 | Klempenow; DM 40                             | Meilenstein (Meilenobelisk) | |                |

### Pritzenow
| ID  | Lage                          | Bezeichnung       | Beschreibung | Bild |
| --- | ----------------------------- | ----------------- | ------------ | ---- |
| 889 | Pritzenow 22                  | Gutsanlage mit    |              |      |
| 889 |                               | Gutshaus,         |              |      |
| 889 |                               | Park,             |              |      |
| 889 | (nordwestlich des Gutshauses) | Feldsteinstall I, |              |      |
| 889 | (östlich des Gutshauses)      | Feldsteinstall II |              |      |

## Quelle
- Karte der Baudenkmale im Geoportal des Landkreises